# Sorpresa

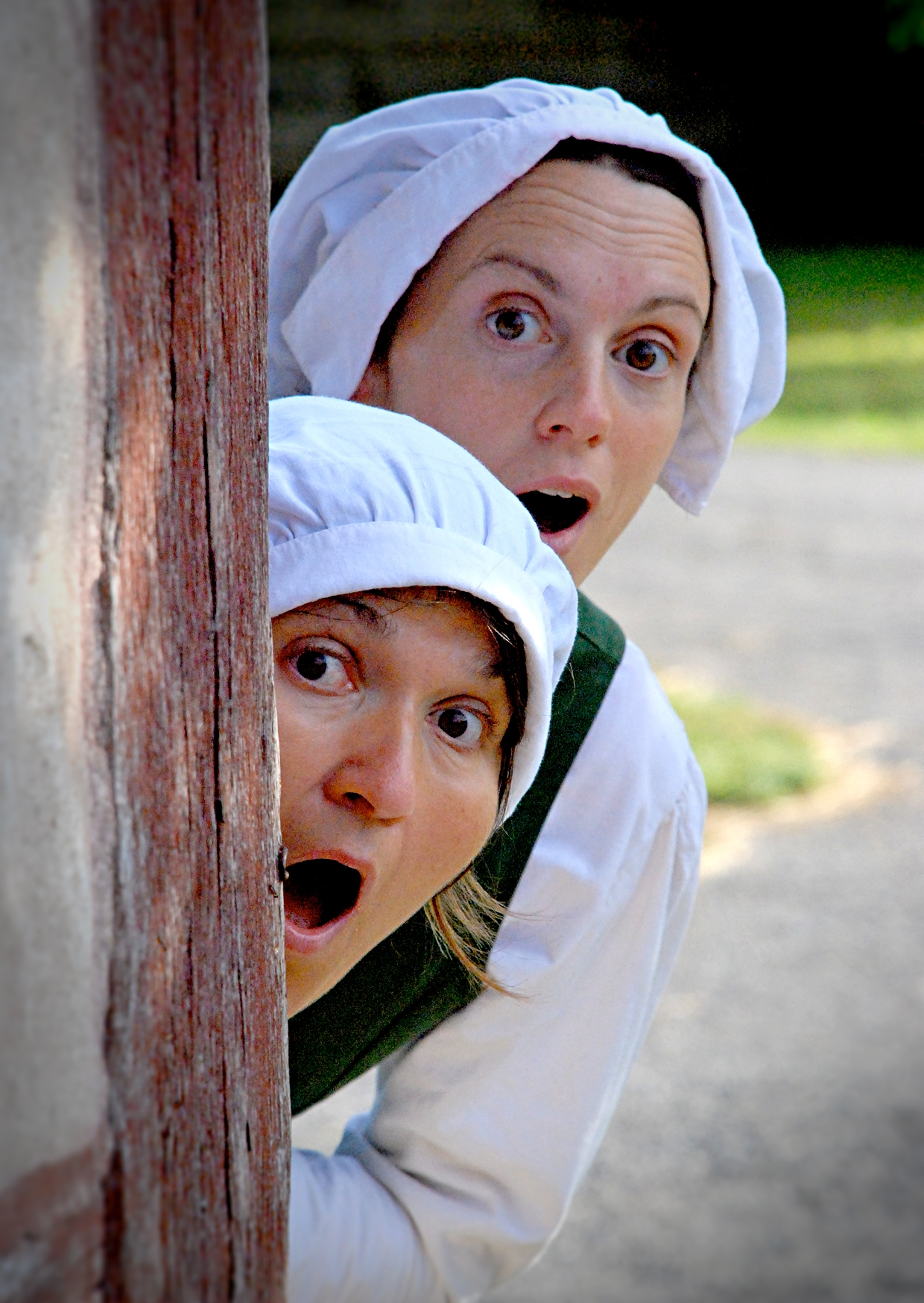

La sorpresa è uno stato emotivo conseguente ad un evento inaspettato o contrario all'aspettativa di chi lo sperimenta. Dura pochi istanti ed è in genere seguita da paura o gioia.

## Espressione facciale tipica
Tipica espressione facciale caratterizzata da:
- sopracciglia inarcate
- fronte corrugata
- palpebre spalancate
- mandibola abbassata